# Rivière aux Herbes
La rivière aux Herbes est un cours d'eau de Basse-Terre en Guadeloupe sur les flancs méridionaux du massif de La Soufrière et se jetant dans la mer des Caraïbes. Elle marque historiquement, depuis le XVIIe siècle, la limite de développement entre les quartiers du Carmel et de Saint-François de la ville de Basse-Terre.

## Géographie
Longue de 6,3 km, la rivière aux Herbes prend sa source dans une zone – un petit plateau situé en arrière d'un morne, où confluent et se séparent diverses ravines – située au-dessus du Morne Table sur le territoire de la commune de Saint-Claude entre les lieux-dits de Choisy et de Parnasse. Elle est rapidement alimentée par une partie des eaux en provenance de la ravine des Bains puis celles de la ravine aux Avocats, de la ravine Bornon, de la ravine Espérance et se jette dans la mer des Caraïbes en plein milieu de la ville de Basse-Terre près du marché aux épices.
Dans son parcours basse-terrien, la rivière aux Herbes, facilement soumises aux crues saisonnières, est à ce niveau canalisée. Elle est également enjambée par plusieurs ponts : le vieux pont Nolivos (ou pont aux Herbes), le pont de la route nationale 3 et le pont de la route nationale 2.